# Salvia humboldtiana
Salvia humboldtiana là một loài thực vật có hoa trong họ Hoa môi. Loài này được F.Dietr. miêu tả khoa học đầu tiên năm 1821.